# 鹿島天足別神社
鹿嶋天足別神社（かしまあまたらしわけじんじゃ）は、宮城県富谷市大亀にある、黒川郡延喜式式内社四座のうちの一座である。

## 概要
当社は西暦800年代にはこの地に鎮座していたと推定されていて、境内には樹齢が500～600年と推定される宮城県指定の天然記念物アカガシの古木が生育している。富谷町の東部でシンボルタワー（展望台）のある大亀山森林公園の中でも最も高い位置にある。

## 沿革
- 古くは大亀大明神、岩下明神と称したが、明治のはじめ鹿嶋天足別神社と改めた。
- 明治5年1月村社に列した。
- 明治40年3月幣帛供進社に指定された。
- 明治42年に7社を合わせ祀る。また、当社は榊流永代神楽があり、弘化5年（西暦1848年）より始めて今日に至る。

当社には、大干ばつの際に黒川郡内こぞっての雨乞いがされた。
- 寛永6年（西暦1853年）7月9日より三日三夜、大肝入はじめ郡内一同が参詣し、13日には降雨があった。御礼として本社屋根の葺き替えを奉仕した。
- 元治元年（西暦1864年）5月23日、大肝入や組頭、大亀村肝入や同村組頭ほか、各村より参詣。24日に降雨があり、その御礼として拝殿を建立した。
- 明治37年（西暦1904年）10月5日、灯明から出火して全焼。
- 明治38年（西暦1905年）5月27日に現在の社殿を新築。
- 平成23年（西暦2011年）3月11日に東日本大震災で被災し、石鳥居が損壊し本殿の土台が崩れ、御神石の亀石も斜めに傾いた。

## アカガシと亀石
- アカガシは高さ約20ｍ、幹周約5.8ｍの巨木で、昭和38年（1963年）には町指定の天然記念物、平成18年（2006年）には県指定の天然記念物となった。
- 亀石は、縦横ともに3.8ｍ、1.9mという亀のような形をした巨大な岩。社殿の東側にあり、神社の別名「大亀神社」や地名の「大亀」は、この岩に由来すると言われる。平成24年（2012年）に、町の史跡に指定された。

## 周辺の神社
- 行神社 - 富谷市志戸田塩竈15
- 熊野神社 - 富谷市富谷新町16
- 二ノ宮神社 - 富谷市二ノ関館下92
- 吉岡八幡神社 - 黒川郡大和町吉岡字町裏39
- 須岐神社 - 黒川郡大衡村駒場字下宮前4
- 大衡八幡神社 - 黒川郡大衡村大衡字八幡48

## アクセス
- 東北自動車道大和ICから車で20分
- 仙台北部道路富谷ICから車で10分
- 東北自動車道泉ICから車で20分